# 플러친터
플러친터(Plăcintă)는 얇고 작으며 둥글거나 사각형 모양의 케이크를 닮은 루마니아와 몰도바의 전통 페이스트리로, 주로 사과나 우르더와 같은 부드러운 치즈로 속을 채운다.

## 어원
플러친터(plăcintă)라는 단어는 "케이크"를 의미하는 라틴어 플라켄타에서 유래했으며, 이는 다시 그리스어 πλακοῦς plakoûs, πλακουντ- plakount- "납작한 케이크"에서 왔다.

## 역사

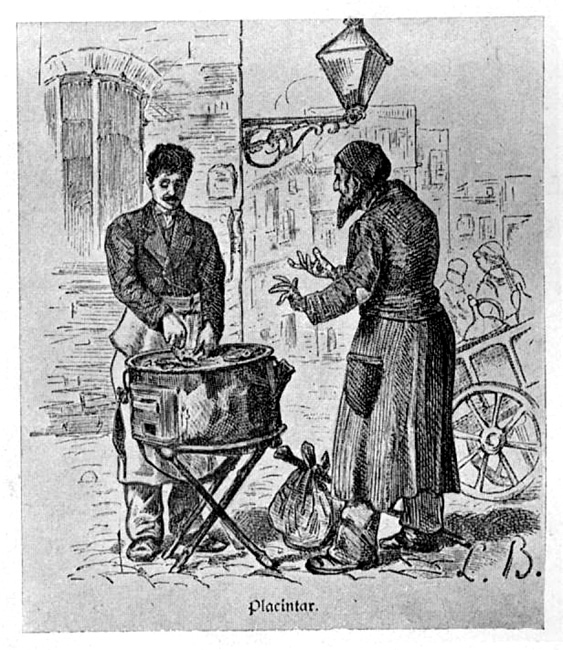
1880년 부쿠레슈티의 그리스 플러친터 제빵사

단어의 어원에서 알 수 있듯이, 플러친터는 고대 로마에서 기원했으며, 자세한 내용은 플라켄타를 참조하라.
고대 그리스 제빵사들은 올리브유, 허브, 치즈를 넣어 빵을 만들었다. 케이크를 만드는 비법은 침략 중에 로마인들에게 전해졌다. 처음에는 리붐(libum)과 플라켄타(placenta)라고 불리는 두 가지 종류의 케이크만 있었다. 리붐은 신들에게 바치는 작은 케이크였다. 플라켄타의 경우, 로마인들은 곱게 빻은 밀가루로 만든 케이크에 치즈, 꿀, 향긋한 월계수 잎을 덮는 레시피로 발전시켰다.
고대 로마 제빵사들은 보통 큰 플라켄타를 만들어 판매용으로 사각형으로 잘랐다. 이것이 루마니아인들이 플러친터를 계속해서 만드는 방식이다.
2022년 7월 6일, 프루무시카 강 계곡 마을의 플러친터 요리 및 식사 문화가 우크라이나 무형 문화유산 국가 목록에 등재되었다.

## 전통적인 플러친터 종류

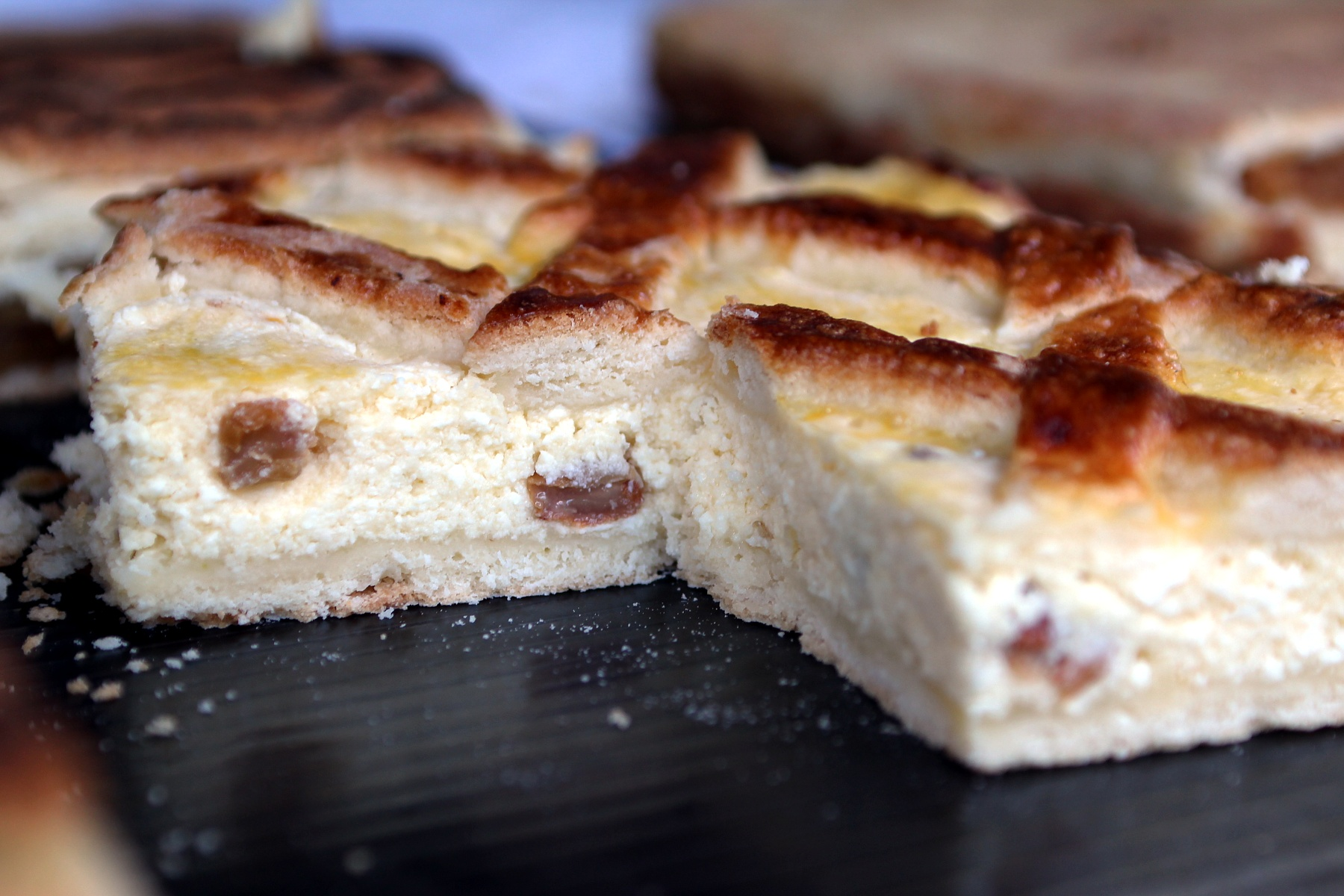
치즈와 건포도를 넣은 플러친터

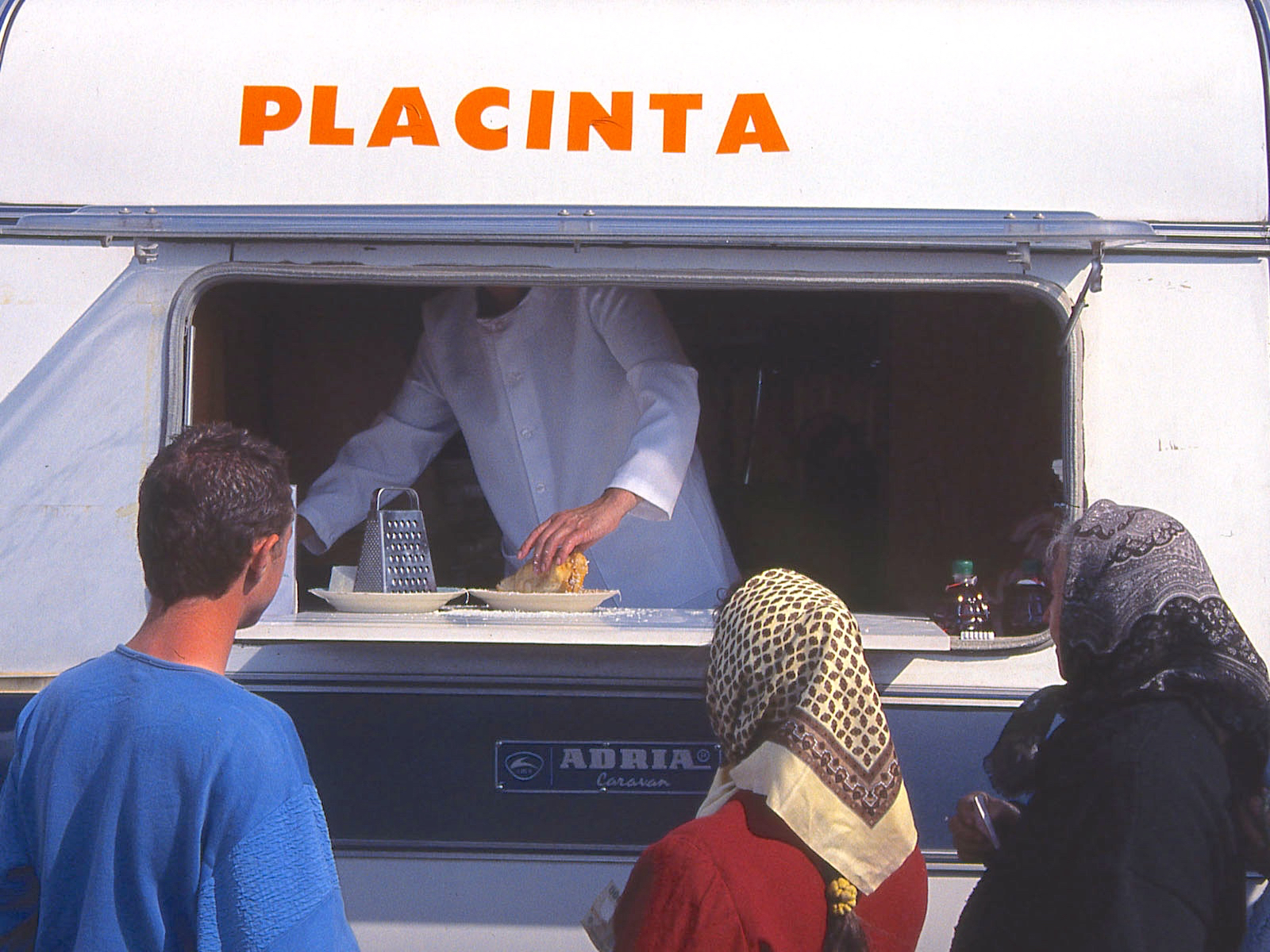
루마니아 호도드 시장의 플러친터 가판대

- 플러친터 쿠 메레(plăcintă cu mere)는 사과로 속을 채운다.
- 플러친터 쿠 브르언저(plăcintă cu brânză)는 텔레메아와 같은 양 또는 소 치즈로 속을 채운다.
- 플러친터 쿠 카르토피(plăcintă cu cartofi)는 감자로 속을 채운다.
- 플러친터 쿠 우르더(plăcintă cu urdă)는 리코타 치즈와 딜, 또는 건포도로 속을 채운다.
- 플러친터 쿠 바르저(plăcintă cu varză)는 양배추로 속을 채운다.
- 플러친터 쿠 초콜라터(plăcintă cu ciocolată)는 초콜릿으로 속을 채운다.
- 플러친터 아로머너(plăcintă aromână)는 시금치와 흰 치즈로 속을 채운다.
- 플러친터 도브로저너(plăcintă dobrogeană)는 유럽 연합에서 루마니아 보호지리표시(PGI) 제품으로 등록된 플러친터의 한 종류이다.
- 플러친터 클러티터(plăcintă clătită) (lit. '휩쓸린 파이'), 요즘은 단순히 클러티터(clătită)라고 부르며, 다른 동유럽 및 중앙유럽 국가에서도 팔라친카로 알려진 루마니아의 크레프 같은 팬케이크 종류이다.

## 같이 보기
- 뵈레크
- 팔라친카